# Liste des députés européens de Lettonie de la 8e législature

Cet article présente la liste des députés européens de Lettonie de la 8e législature (2014-2019).

## Députés européens
| Nom | Parti                                      | Groupe parlementaire européen                                                                             |
| --- | ------------------------------------------ | --- |
| Roberts Zīle                                                                                              | Alliance nationale (NA)                    | CRE |
| Tatjana Ždanoka (démissionne le 4 mars 2018) Miroslavs Mitrofanovs (à partir du le 5 mars 2018)           | Union russe de Lettonie (LKS)              | Verts/ALE                                                                                                 |
| Iveta Grigule                                                                                             | Union des verts et des paysans (ZZS)       | ELDD (jusqu'au 15 octobre 2014) NI (du 16 octobre 2014 au 26 avril 2015) ADLE (à partir du 27 avril 2015) |
| Andrejs Mamikins                                                                                          | Parti social-démocrate « Harmonie » (SDPS) | S&D |
| Valdis Dombrovskis (démissionne le 31 octobre 2014) Inese Vaidere (à partir du 1er novembre 2014)         | Unité                                      | PPE |
| Sandra Kalniete                                                                                           | Unité                                      | PPE |
| Artis Pabriks (démissionne le 5 novembre 2018) Kārlis Šadurskis (à partir du 28 novembre 2018)            | Unité                                      | PPE |
| Arturs Krišjānis Kariņš (démissionne le 23 janvier 2019) Aleksejs Loskutovs (à partir du 24 janvier 2019) | Unité                                      | PPE |